# آپاتو پروداکشنز
آپاتو پروداکشنز (انگلیسی: Apatow Productions) شرکت تولید فیلم و مجموعه تلویزیونی که توسط جاد اپتاو در سال ۱۹۹۹میلادی تأسیس شده‌است و فعالیت این کمپانی تا کنون (۲۰۲۲) ادامه پیدا می‌کند.
اولین تولید تلویزیونی این شرکت سریال کمدی Freaks and Greek و اولین تولید سینمایی آن فیلم گوینده: افسانه ران برگندی بود. از همکاران مکرر می‌توان به آدام مک کی، ویل فرل، ست روگن و جیسون سیگل اشاره کرد.

## فیلم‌شناسی

### فیلم

#### اکران شده
| سال   | عنوان                            | کارگردان                    | داستان                                     | نویسنده                                    | توزیع کننده                         | بودجه        | فروش           |
| ----- | -------------------------------- | --------------------------- | ------------------------------------------ | ------------------------------------------ | ----------------------------------- | ------------ | -------------- |
| ۲۰۰۴  | گوینده: افسانه ران برگندی        | آدام مک‌کی                   | ویل فرل و آدام مک‌کی                        | ویل فرل و آدام مک‌کی                        | دریم‌ورکس                            | $۲۶ میلیون   | $۹۰٫۵ میلیون   |
| ۲۰۰۵  | باکره چهل‌ساله                    | جاد اپتاو                   | جاد اپتاو و استیو کارل                     | جاد اپتاو و استیو کارل                     | یونیورسال استودیوز                  | $۲۶ میلیون   | $۱۷۷٫۳ میلیون  |
| ۲۰۰۶  | شب‌های تالادگا                    | آدام مک‌کی                   | Will Ferrell و آدام مک‌کی                   | Will Ferrell و آدام مک‌کی                   | کلمبیا پیکچرز                       | $۷۲ میلیون   | $۱۶۲٫۹ میلیون  |
| ۲۰۰۷  | باردار (فیلم ۲۰۰۷)               | جاد اپتاو                   | جاد اپتاو                                  | جاد اپتاو                                  | Universal Studios                   | $۳۰ میلیون   | $۲۱۹٫۱ میلیون  |
| ۲۰۰۷  | خیلی بد (فیلم)                   | گرگ موتلا                   | ست روگن و اوان گلدبرگ                      | ست روگن و اوان گلدبرگ                      | Columbia Pictures                   | $۲۰ میلیون   | $۱۶۹٫۹ میلیون  |
| ۲۰۰۷  | Walk Hard: The Dewey Cox Story   | جیک کاسدان                  | جاد اپتاو و Jake Kasdan                    | جاد اپتاو و Jake Kasdan                    | Columbia Pictures                   | $۳۵ میلیون   | $۲۰٫۶ میلیون   |
| ۲۰۰۸  | دریل‌بیت تیلور                    | استیون بریل (نمایشنامه‌نویس) | Kristofor Brown, جان هیوز و ست روگن        | Kristofor Brown و ست روگن                  | پارامونت پیکچرز                     | $۴۰ میلیون   | $۴۹٫۷ میلیون   |
| ۲۰۰۸  | فراموش کردن سارا مارشال          | نیکلاس استولر               | جیسون سیگل                                 | جیسون سیگل                                 | Universal Studios                   | $۳۰ میلیون   | $۱۰۵٫۲ میلیون  |
| ۲۰۰۸  | برادرخوانده (فیلم)               | آدام مک‌کی                   | Will Ferrell و آدام مک‌کی                   | Will Ferrell و آدام مک‌کی                   | Columbia Pictures                   | $۶۵ میلیون   | $۱۲۸٫۱ میلیون  |
| ۲۰۰۸  | پاین‌اپل اکسپرس (فیلم)            | دیوید گوردون گرین           | جاد اپتاو، ست روگن و اوان گلدبرگ           | ست روگن و اوان گلدبرگ                      | Columbia Pictures                   | $۲۷ میلیون   | $۱۰۱٫۶ میلیون  |
| ۲۰۰۹  | سال یکم                          | هارولد رامیس                | هارولد رامیس                               | Harold Ramis, جین استوپنیتسکی و لی آیزنبرگ | Columbia Pictures                   | $۶۰ میلیون   | $۶۲٫۴ میلیون   |
| ۲۰۰۹  | آدم‌های بامزه                     | جاد اپتاو                   | جاد اپتاو                                  | جاد اپتاو                                  | Universal Studios Columbia Pictures | $۷۵ میلیون   | $۷۱٫۶ میلیون   |
| ۲۰۱۰  | بیارش گریک                       | Nicholas Stoller            | Nicholas Stoller                           | Nicholas Stoller                           | Universal Studios                   | $۴۰ میلیون   | $۹۱٫۳ میلیون   |
| ۲۰۱۱  | ساقدوش‌ها                         | پاول فیگ                    | انی مامولو و کریستن ویگ                    | انی مامولو و کریستن ویگ                    | Universal Studios                   | $۳۲ میلیون   | $۲۸۸٫۴ میلیون  |
| ۲۰۱۲  | Wوerlust                         | دیوید وین (زاده ۱۹۶۹)       | David Wain و کن مارینو                     | David Wain و کن مارینو                     | Universal Studios                   | $۳۲ میلیون   | $۲۱٫۶ میلیون   |
| ۲۰۱۲  | پنج سال نامزدی                   | Nicholas Stoller            | Jason Segel و Nicholas Stoller             | Jason Segel و Nicholas Stoller             | Universal Studios                   | $۳۰ میلیون   | $۵۳٫۹ میلیون   |
| ۲۰۱۲  | این است ۴۰                       | جاد اپتاو                   | جاد اپتاو                                  | جاد اپتاو                                  | Universal Studios                   | $۳۵ میلیون   | $۸۸٫۱ میلیون   |
| ۲۰۱۳  | گوینده ۲: افسانه ادامه دارد      | آدام مک‌کی                   | Will Ferrell و آدام مک‌کی                   | Will Ferrell و آدام مک‌کی                   | پارامونت پیکچرز                     | $۵۰ میلیون   | $۱۷۳٫۶ میلیون  |
| ۲۰۱۴  | دوباره شروع کن (فیلم)            | جان کارنی (کارگردان)        | جان کارنی (کارگردان)                       | جان کارنی (کارگردان)                       | واینستین کمپانی                     | $۸ میلیون    | $۶۳٫۵ میلیون   |
| ۲۰۱۵  | فاجعه (فیلم)                     | جاد اپتاو                   | ایمی شومر                                  | ایمی شومر                                  | Universal Studios                   | $۳۵ میلیون   | $۱۱۳ میلیون    |
| ۲۰۱۶  | Pee-wee's Big Holiday            | جان لی                      | پل روبنس و پال روست                        | پل روبنس و پال روست                        | نت‌فلیکس                             | TBA          | TBA            |
| ۲۰۱۶  | ستاره‌های پاپ: هرگز متوقف نمی‌شوند | اکویا شوفر و جورما تاکونی   | اندی سمبرگ، Akiva Schaffer و Jorma Taccone | اندی سمبرگ، Akiva Schaffer و Jorma Taccone | Universal Studios                   | $۲۰ میلیون   | $۹٫۵ میلیون    |
| مجموع | مجموع                            | مجموع                       | مجموع                                      | مجموع                                      | مجموع                               | $۷۶۸٬۵۰۰٬۰۰۰ | $۲٬۲۵۲٬۷۴۹٬۵۹۲ |
| متوسط | متوسط                            | متوسط                       | متوسط                                      | متوسط                                      | متوسط                               | $۳۸٬۴۲۵٬۰۰۰  | $۱۱۲٬۶۳۷٬۴۸۰   |

### انتقاد
| فیلم                           | متاکریتیک | روتن تومیتوز | منابع  |
| ------------------------------ | --------- | ------------ | ------ |
| گوینده: افسانه ران برگندی      | ۶۳        | ۶۶٪          | [ ۱ ]  |
| باکره چهل‌ساله                  | ۷۳        | ۸۵٪          | [ ۲ ]  |
| شب‌های تالادگا                  | ۶۶        | ۷۲٪          | [ ۳ ]  |
| باردار (فیلم ۲۰۰۷)             | ۸۵        | ۹۰٪          | [ ۴ ]  |
| خیلی بد (فیلم)                 | ۷۶        | ۸۸٪          | [ ۵ ]  |
| Walk Hard: The Dewey Cox Story | ۶۳        | ۷۴٪          | [ ۶ ]  |
| دریل‌بیت تیلور                  | ۴۱        | ۲۵٪          | [ ۷ ]  |
| فراموش کردن سارا مارشال        | ۶۷        | ۸۵٪          | [ ۸ ]  |
| برادرخوانده (فیلم)             | ۵۱        | ۵۵٪          | [ ۹ ]  |
| پاین‌اپل اکسپرس (فیلم)          | ۶۴        | ۶۸٪          | [ ۱۰ ] |
| سال یکم                        | ۳۴        | ۱۵٪          | [ ۱۱ ] |
| آدم‌های بامزه                   | ۶۰        | ۶۸٪          | [ ۱۲ ] |
| بیارش گریک                     | ۶۵        | ۷۳٪          | [ ۱۳ ] |
| ساقدوش‌ها                       | ۷۵        | ۹۰٪          | [ ۱۴ ] |
| Wوerlust                       | ۵۳        | ۶۰٪          | [ ۱۵ ] |
| پنج سال نامزدی                 | ۶۲        | ۶۳٪          | [ ۱۶ ] |
| این است ۴۰                     | ۵۹        | ۵۱٪          | [ ۱۷ ] |
| گوینده ۲: افسانه ادامه دارد    | ۶۱        | ۷۵٪          | [ ۱۸ ] |
| دوباره شروع کن (فیلم)          | ۶۲        | ۸۳٪          | [ ۱۹ ] |
| فاجعه (فیلم)                   | ۷۵        | ۸۵٪          | [ ۲۰ ] |
| متوسط امتیاز                   | ۶۳        | ۶۸٪          |        |